# Leptopterna
Leptopterna is een geslacht van wantsen uit de familie blindwantsen. Het geslacht werd voor het eerst wetenschappelijk beschreven door Fieber in 1858 .

## Soorten
Het genus bevat de volgende soorten:

- Leptopterna albescens (Reuter, 1891)
- Leptopterna amoena Uhler, 1872
- Leptopterna dentifer Linnavuori, 1970
- Leptopterna dolabrata (Linnaeus, 1758)
- Leptopterna emeljanovi Vinokurov, 1982
- Leptopterna euxina Vinokurov, 1982
- Leptopterna ferrugata (Fallen, 1807)
- Leptopterna griesheimae Wagner, 1952
- Leptopterna inopinata Vinokurov, 1982
- Leptopterna kerzhneri Vinokurov, 1982
- Leptopterna magnospicula Lu and Tang, 1987
- Leptopterna pilosa Reuter, 1880
- Leptopterna putshkovi Vinokurov, 1982
- Leptopterna reuteri Kerzhner and Schuh, 1998
- Leptopterna ruficornis Vinokurov, 1982
- Leptopterna xilingolana Nonnaizab and Jorigtoo, 1993